# Dalton Duffield
Dalton Duane Duffield (ur. 13 sierpnia 1997) – amerykański zapaśnik walczący w stylu klasycznym.
Złoty medalista mistrzostw panamerykańskich w 2023 roku. 
Zawodnik Westmoore High School z Oklahoma City, University of Central Oklahoma i US Army.